# Martin Smolka
 Martin Smolka (ur. 11 sierpnia 1959 w Pradze), czeski kompozytor. Studiował kompozycję w Akademii Sztuk Scenicznych w Pradze u Jiřiho Pauera i Ctirada Kohoutka, jednak szczególne znaczenie dla jego muzycznego rozwoju miały prywatne lekcje u Marka Kopelenta.
Uczestniczył w Międzynarodowych Wakacyjnych Kursach dla Młodych Kompozytorów PTMW w Kazimierzu Dolnym w 1985 i 1987 roku oraz w Międzynarodowych Wakacyjnych Kursach Nowej Muzyki w Darmstadt w 1988.
Jego kompozycje zdobyły uznanie w Czechach i za granicą. Komponował na zamówienia prestiżowych festiwalów muzyki współczesnej, m.in. Warszawskiej Jesieni 1987, 1999 i 2007, Donaueschinger Musiktage 1992, 2000, 2001 i 2006, Berliner Musik-Biennale 1993 i 1997, Nov-Antiqua Köln 1996, Bang-On-a-Can-Marathon New York 1996, Wittener Tage 1999 i 2009, musica viva Monachium 2000 i 2008, Dresdner Tage der zeitgenössischen Musik 2008, Aksamitna Kurtyna w Krakowie 2000, Praska Wiosna 2004, Festival Rümlingen 2006, Klangspuren Schwaz 2006, Eclat Stuttgart 2008 oraz innych instytucji i wykonawców (m.in. Francuskiego Ministerstwa Kultury w Paryżu dla ensemble 2e2m, Musik der Jahrhunderte Stuttgart dla zespołów Neue Vokalsolisten, SWR Vokalensemble Stuttgart i Arditti Quartet, dla zespołu musikFabrik, dla Teatru Narodowego w Pradze, dla Staatstheaters w Norymberdze). 
Utwory Martina Smolki były ponadto wykonywane na znaczących festiwalach, jak ISCM World Music Days w Oslo 1990, Kopenhadze 1996 i w Szwajcarii 2005, Wittener Tage für Neue Musik 1991, Berliner Festwochen 1992, Budapest Spring Festival 1993, Melos Ethos Bratislava 1993, Donaueschingen Musiktage 1995, Musique Actuelle Victoriaville Kanada 1996, Hörgänge Wiedeń 1996, Klangaktionen Monachium 1994, 1998 i 2008, Międzynarodowe Festiwale Muzyczne w Wilnie i Tallinnie 1997, w Reykjavíku 2000, Frankfurcie 2002, Paryżu 2003, Eclat Stuttgart 1997 i 2000, Warszawska Jesień 2002, musica viva Monachium 2006, Festival Archipel Genewa 2008.
W 1983 roku Smolka współzałożył Agon, zespół specjalizujący się w wykonawstwie muzyki współczesnej i awangardowej. Działał w nim do 1998 roku jako kierownik artystyczny i pianista, koncertując w wielu miastach Europy, w Stanach Zjednoczonych i Kanadzie. W ramach projektów Agonu zajmował się również badaniami dotyczącymi muzyki ćwierćtonowej uczniów Aloisa Háby oraz nową muzyką lat 60. w Czechosłowacji. Jego zainteresowanie graficznymi partyturami zaowocowało powstaniem we współpracy z Petrem Kofroniem książki i płyty Grafické partitury a koncepty (Graphic scores and concepts).
Zainteresowania Martina Smolki obejmują także sferę muzyki teatralnej i filmowej. W latach 1983–1986 i ponownie od 2002 roku jako muzyk-improwizator współpracował z aktorem Jaroslavem Duškiem w jego mini-teatrze Vizita, w latach 1988–1989 był związany z autorską sceną teatralną Kuchyň Ivana Vyskočila a między 1994 a 2001 rokiem z Divadelním studiem čistéj radosti (Teatralnym studiem czystej radości). Jest autorem muzyki do przedstawienia Nachové plachty (Purpurowe żagle), wystawianego przez Divadlo bratří Formanů (Teatr braci Formanów). Od roku 2000 współpracuje z zespołem chińskiej wokalistki folkowej Song Fengyun jako aranżer i instrumentalista (płyta Horská karavana, 2001). Czterokrotnie jak dotąd podejmował się roli kompozytora muzyki filmowej (Vojtěch řečený sirotek reż. Zdeněk Tyc, Sentiment reż. Tomáš Hejtmánek, Kousek nebe reż. Petr Nikolaev, Zlatá karta reż. Petr Nikolaev). Za muzykę do filmu Kousek nebe (Kawałek nieba) otrzymał nominację do nagrody Czeskiej Akademii Filmowej w 2005 roku.
W ciągu ostatnich lat wielokrotnie był zapraszany przez uczelnie czeskie i zagraniczne do prowadzenia wykładów na temat własnej twórczości oraz kursów kompozytorskich (McGill University Montreal, Katedra Muzykologii FFUK Praha, Wyższe Szkoły i Akademie Muzyczne w Zurychu, Winterthur, Würzburgu, Rostocku, Katowicach, Krakowie, kursy w Ostrawie, Trstěnicach, Czeskim Krumlowie). Trzykrotnie zasiadał w jury konkursów kompozytorskich: w 1999 roku w jury Międzynarodowego Konkursu Kompozytorskiego im. K. Serockiego PTMW w Warszawie, w 2006 roku w 1. Medzinárodná Skladateľská Súťaž Alexandra Moyzesa w Bratysławie a w roku 2007 w jury BMW Kompositionspreise der musica viva w Monachium. Od 2003 wykłada kompozycję w Akademii Muzycznej im. Leoša Janáčka w Brnie.

## Wybrane utwory
- 1983: Slzy (Tears) na trio smyczkowe;
- 1985–1988: Hudba hudbička (Music Sweet Music) na zespół kameralny i sopran;
- 1988: Music for Retuned Instruments na zespół kameralny;
- 1989: Zvonění (Ringing) na perkusję solo;
- 1989: Nocturne na zespół kameralny;
- 1990–1992: Netopýr (The Flying Dog) na zespół kameralny (2 wersje);
- 1990: L’Orch pour l’orch na orkiestrę;
- 1992: Rain, a Window, Roofs, Chimneys, Pigeons and so... and Railway-Bridges, too na orkiestrę kameralną;
- 1993–1995: Rent a Ricercar na zespół kameralny (2 wersje);
- 1993: Trzy motywy pastoralne (Three pastoral motifs) na taśmę;
- 1995: Rubato na skrzypce i fortepian;
- 1996: Euforium na 4 instrumenty lub zespół kameralny (2 wersje);
- 1996: Three pieces for retuned orchestra;
- 1996–1997: Lullaby na puzon, gitarę i zespół kameralny;
- 1998: 8 pieces for guitar quartet;
- 1998: Autumn Thoughts na zespół kameralny;
- 1999: Lieder ohne Worte und Passacaglia na zespół kameralny;
- 1999: Nešť na orkiestrę, rozdzieloną do 3 grup;
- 1999: Like Those Nicéan Barks of Yore na puzon i elektronikę;
- 2000: Blue Note na duet perkusyjny;
- 2000: Walden, the Distiller of Celestial Dews na chór mieszany i perkusję, angielski tekst Henry David Thoreau;
- 2000: Remix, Redream, Reflight na orkiestrę;
- 2000: Houby a nebe (Mushrooms and Heaven) na nie-operowy alt i jeden lub dwa kwartety smyczkowe, czeski tekst Petr Pavel Fiala i Martin Smolka;
- 2001: Geigenlieder na skrzypce (skrzypek również w roli narratora) i zespół kameralny, niemiecki tekst Christian Morgenstern, Bertolt Brecht;
- 2001–2003: Nagano - opera w trzech aktach na głosy solowe, chór i wielką orkiestrę, czeskie libretto Jaroslav Dušek, Martin Smolka;
- 2001–2003: Observing the Clouds na (młodą) orkiestrę i 3 dyrygentów;
- 2002: Missa na kwartet wokalny i kwartet smyczkowy;
- 2002: Ach, mé milé c-moll (Oh, my admired C minor) na zespół kameralny;
- 2003: Solitudo na zespół kameralny;
- 2003–2004: Tesknice (Nostalgia) na orkiestrę kameralną;
- 2004: Hats in the Sky na zespół kameralny;
- 2004: For a Buck na kwartet smyczkowy;
- 2004: Adelheid na flet solo;
- 2005: Das schlaue Gretchen opera dla dzieci, na sopran, mezzosopran, tenor, basbaryton, jednego aktora i orkiestrę kameralną, niemieckie libretto Klaus Angermann na podstawie bajek: Die kluge Bauerstochter braci Grimm i Královna Koloběžka I. Jana Wericha;
- 2006: Lamento metodico na akordeon solo;
- 2006: Słone i smutne (Salt and Sad) na chór mieszany a cappella, polski tekst Tadeusz Różewicz;
- 2006: Semplice na stare i nowe instrumenty;
- 2007: Rush na zespół kameralny;
- 2007: Haiku na klawesyn;
- 2008: Poema de balcones na chór mieszany, hiszpański tekst Federico García Lorca;

## Dyskografia
- Hudba hudbička, zespół AGON, Arta Records, Praga 1991
- Music for Retuned Instruments, ensemble recherche, Wittener Tage für neue Kammermusik 1991, WDR Köln 1991
- Rain, a Window, Roofs, Chimneys, Pigeons and so... and Railway-Bridges, too, col legno München/SWF Baden-Baden, Donaueschinger Musiktage 1992
- A v sadech korálů, jež slabě zrůžověly for solo voice, Petr Matuszek – baryton, Martin Smolka – fortepian preparowany, Na prahu světla, Happy Music, Prague 1996
- Rent a Ricercar, Flying Dog, For Woody Allen, Nocturne, AGON Orchestra, audio ego/Society for New Music Prague, 1997
- Euphorium, Rain, a Window, Roofs, Chimneys, Pigeons and so... and Railway-Bridges, too, Music for Retuned Instruments, Ringing, AGON Orchestra, audio ego/Society for New Music Prague, 1998
- Walden, the Distiller of Celestial Dews, SWR-Vokalensemble Stuttgart, Meinhard Jenne – perkusja, Rupert Huber – dyrygent, Donaueschinger Musiktage 2000
- Nagano, Orkiestra, chór i balet Teatru Narodowego w Pradze, 2004